# Жалантос-батир
Жаланто́с-батир (каз. Жалаңтөс батыр) — село у складі Казалінського району Кизилординської області Казахстану. Адміністративний центр Карашенгельського сільського округу.
У радянські часи село називалось Кизилту.
Населення — 1180 осіб (2021; 1050 у 2009, 1112 у 1999, 867 у 1989).